# Parkweg (Maarssen)
De Parkweg is een straat in het Nederlandse dorp Maarssen. Deze loopt van de Breedstraat en Raadhuisstraat tot aan de Kerkweg en de Binnenweg waar hij in overgaat. Zijstraten van de Parkweg zijn de Beekweg, Huis ten Boschstraat (via de Termeerbrug), Julianaweg en de Emmaweg. Parallel aan de Parkweg loopt voor de helft van de straat de Vecht. De Parkweg is ongeveer 300 meter lang. Aan de Parkweg 46 bevindt zich de rijksmonumentale kerk West-Hill kinderkerk uit 1913. Vroeger bevonden zich aan de Parkweg ook enkele winkels. Ooit bevond zich aan de Parkstraat 51 het herenhuis "De Haven" dat rond 1979 is afgebroken.